# Campeonato Mundial de Ciclismo en Pista de 1912
El XX Campeonato Mundial de Ciclismo en Pista se celebró en Newark (Estados Unidos) entre el 30 de agosto y el 4 de septiembre de 1912 bajo la organización de la Unión Ciclista Internacional (UCI) y la Federación Estadounidense de Ciclismo.
Las competiciones se realizaron en el Velódromo de Newark. En total se disputaron 3 pruebas, 2 para ciclistas profesionales y 1 para ciclistas aficionados o amateur.

## Medallistas

### Profesional
| Evento      | Oro                         | Plata                        | Bronce                     |
| ----------- | --------------------------- | ---------------------------- | -------------------------- |
| Velocidad   | Frank Kramer Estados Unidos | Alfred Grenda Australia      | André Perchicot Francia    |
| Medio fondo | George Wiley Estados Unidos | Elmer Collins Estados Unidos | James Moran Estados Unidos |

### Amateur
| Evento    | Oro                             | Plata                       | Bronce                     |
| --------- | ------------------------------- | --------------------------- | -------------------------- |
| Velocidad | Donald McDougall Estados Unidos | Harry Kaiser Estados Unidos | James Diver Estados Unidos |

## Medallero
| Núm. | País           | Oro | Plata | Bronce | Total |
| ---- | -------------- | --- | ----- | ------ | ----- |
| 1    | Estados Unidos | 3   | 2     | 2      | 7     |
| 2    | Australia      | 0   | 1     | 0      | 1     |
| 3    | Francia        | 0   | 0     | 1      | 1     |
|      | TOTAL          | 3   | 3     | 3      | 9     |